# Heber Collazo
Hebert Collazo (Trinidad, Flores, Uruguay, 1 de noviembre de 1989) es un futbolista uruguayo. Juega de mediocampista y su equipo actual es Porongos de Trinidad, Flores.

## Trayectoria
Se inició como jugador en el Porongos, de la ciudad de Trinidad. En el año 2008 pasó a formar parte de las filas carboneras a nivel de formativas, en las cuales tuvo un buen desempeño.
Debutó a nivel profesional en el Club Atlético Peñarol frente al Inter de Porto Alegre en un amistoso y jugó algunos minutos frente al Real Madrid en la misma pretemporada bajo el mando del técnico Manuel Keosseian. Debutó de forma oficial el 28 de noviembre de 2010 frente a Central Español, jugando como titular, bajo el mando del técnico interino Edison Machin. En 2011 no tuvo participación en el primer equipo salvo los 2 últimos partidos cuando el club priorizo la Copa Libertadores jugando con suplentes el final del campeonato local. Tras finalizar el torneo fue cedido a Rentistas y Bella Vista durante el primer y segundo semestre de la temporada 2011-12, para luego ser dado a préstamo a Juventud de Las Piedras para la última parte de 2012.

## Clubes
| Club                 | País    | Año         |
| -------------------- | ------- | ----------- |
| Peñarol              | Uruguay | 2010 - 2011 |
| Rentistas (cedido)   | Uruguay | 2011        |
| Bella Vista (cedido) | Uruguay | 2012        |
| Juventud (cedido)    | Uruguay | 2012 - 2013 |
| EC São José          | Brasil  | 2014 - 2015 |
| Juventus-SC          | Brasil  | 2015 - 2016 |

- Datos: Q5893275